# Eugen Tenge
Carl Heinrich Eugen Tenge (* 14. April 1829 in Oldenburg (Oldb); † 10. Januar 1903 ebenda) war ein deutscher Jurist, Geheimer Oberjustizrat, Direktor und Stellvertretender Präsident des Landgerichts Oldenburg.

## Ausbildung
Eugen Tenge, Sohn eines oldenburgischen Beamten, besuchte zunächst das Gymnasium in Jever und von 1847 an zwei Jahre das Alte Gymnasium in Oldenburg. Zum Wintersemester 1849/50 bezog er die Georg-August-Universität Göttingen, studierte dort Rechtswissenschaften und trat in die Burschenschaft Hannovera ein.

## Karriere
Die Staatsprüfung bestand er 1853 in Oldenburg und wurde danach Amtsauditor, zunächst beim Amt Delmenhorst, danach beim Amt Kniphausen. 1857 war er Landgerichtssekretär und ein Jahr später Hilfsrichter beim Landgericht Delmenhorst. Nach der zweiten juristischen Staatsprüfung erfolgte 1858 seine Versetzung als Obergerichtssekretär an das Obergericht in Oldenburg. 1859 war er Amtsrichter in Jever, ehe er 1860 Staatsanwalt beim Garnisonsgericht in Oldenburg wurde. Zugleich übernahm er den Vorsitz der Prüfungskommission für den Subalterndienst. 1867 wechselte er als Obergerichtsassessor an das Obergericht Oldenburg, wo er mit der Funktion eines Untersuchungsrichters beauftragt wurde. 1870 erfolgte die Ernennung zum Obergerichtsrat. Als Appellationsgerichtsrat gehörte er ab 1878 dem Oberappellationsgericht an, dem höchsten Gericht im Großherzogtum. Nach Neuorganisation des Gerichtswesens in Deutschland durch das Gerichtsverfassungsgesetz war er für ein Jahr Landgerichtsrat am Landgericht Oldenburg, ehe er als Oberlandesgerichtsrat beim Oberlandesgericht Oldenburg Verwendung fand. 1889 wurde er im Nebenamt richterliches Mitglied der Behörde zur Entscheidung der Kompetenzkonflikte zwischen Verwaltungs- und Gerichtsbehörden. 1897 erfolgte seine Ernennung zum Landgerichtsdirektor, wodurch er Stellvertreter des Präsidenten des Landgerichts Oldenburg wurde.

## Familie
Eugen Tenge war verheiratet mit Caroline Louise Alvine Sprenger (1832–1876), Tochter des Vareler Arztes Carl Ludwig Sprenger (1792–1846). Beider Sohn ist der spätere Präsident des Oberlandesgerichts Oldenburg Ernst Tenge.

## Ehrungen
- 1898 Lippisches Ehrenkreuz 2. Klasse
- 1899 Ehrenkomtur des Oldenburgischen Haus- und Verdienstordens des Herzogs Peter Friedrich Ludwig
- 1901 Verleihung des Titels Geheimer Oberjustizrat[4]